# 世紀とともに

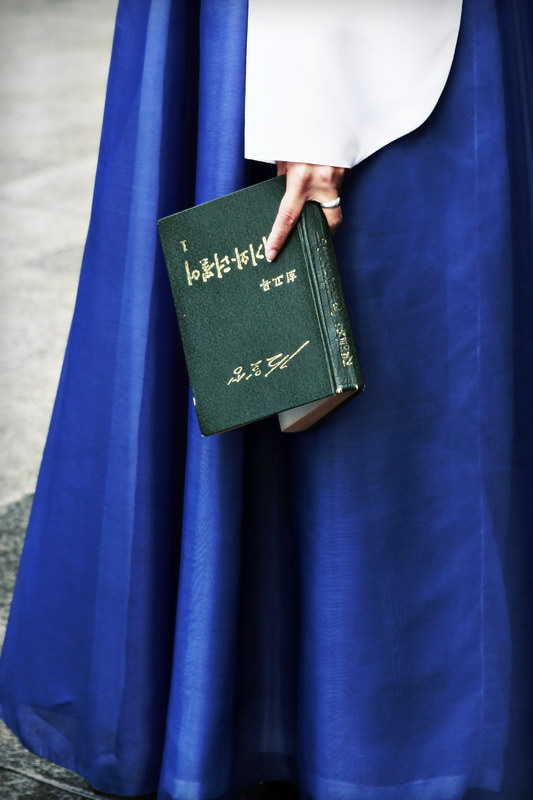
金日成生家で、外国人向けの観光ガイドが手にする『世紀とともに』朝鮮語版（2011年）

世紀とともに（朝鮮語：세기와더불어 ／世紀와 더불어; MR：Segi wa tŏburŏ）は、朝鮮民主主義人民共和国を建設した金日成の回想録（自伝）である。全8巻。

## 概要
1992年に第1巻が刊行されたが、1994年の第6巻刊行の時点で金日成が亡くなったため、残りの第7巻と第8巻は死後に刊行された。金日成の幼少期から、1945年（昭和20年）の解放（第二次世界大戦終戦）までが記されている。
当初、合計30巻が計画されていた。

## 書誌情報

### 朝鮮語版
朝鮮労働党出版社から刊行された。
在日本朝鮮人総聯合会のウェブサイトでは、朝鮮語版が掲載されている。

### 日本語版
日本語版は、雄山閣出版から『金日成回顧録 世紀とともに』の題で刊行された（キム・イルソン：著、金日成回顧録翻訳出版委員会：訳、1992-1997年）。

### 韓国語版
韓国の書店「教保文庫」が2021年4月1日に初めて同書を出版したが、25日には販売中止となった。
韓国・聯合ニュースは25日、教保文庫の関係者は「大法院（韓国の最高裁判所）が利敵表現物と判断した本を買った読者が処罰を受ける可能性を踏まえ、読者保護の観点から販売中止にした」との証言を掲載。また、韓国統一部関係者の発言として「同書を出版した会社は出版に当たって同部と事前に協議しておらず、出版を目的とした搬入の承認を申請してもいない」という証言を掲載し、手続きに問題があったこともあわせて報道した。
この騒動をめぐり、北朝鮮の対外宣伝サイト『メアリ』は5月3日、「出版の自由がない『自由民主主義』」と題する記事を出し、「人々が享受すべき自由の中でも基本となる言論の自由と出版の自由を奪った」と韓国当局の対応を非難した。

### その他言語版
英語版（Reminiscences: With the Century）、中国語版（《金日成回憶錄：與世紀同行》、1993-1998年）などが外国文総合出版社から刊行されている。